# Ancho del Cabo

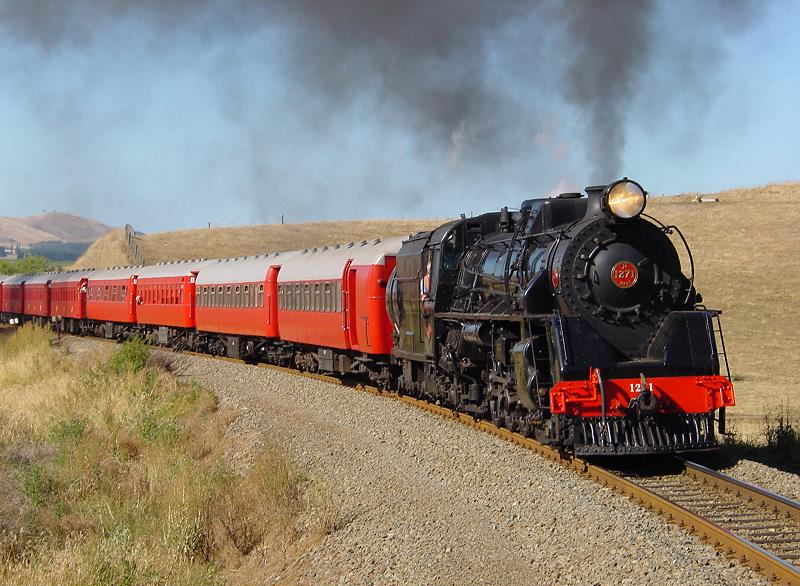
JA1271 durante una excursión en la que se sube la pendiente de Opapa en Nueva Zelanda

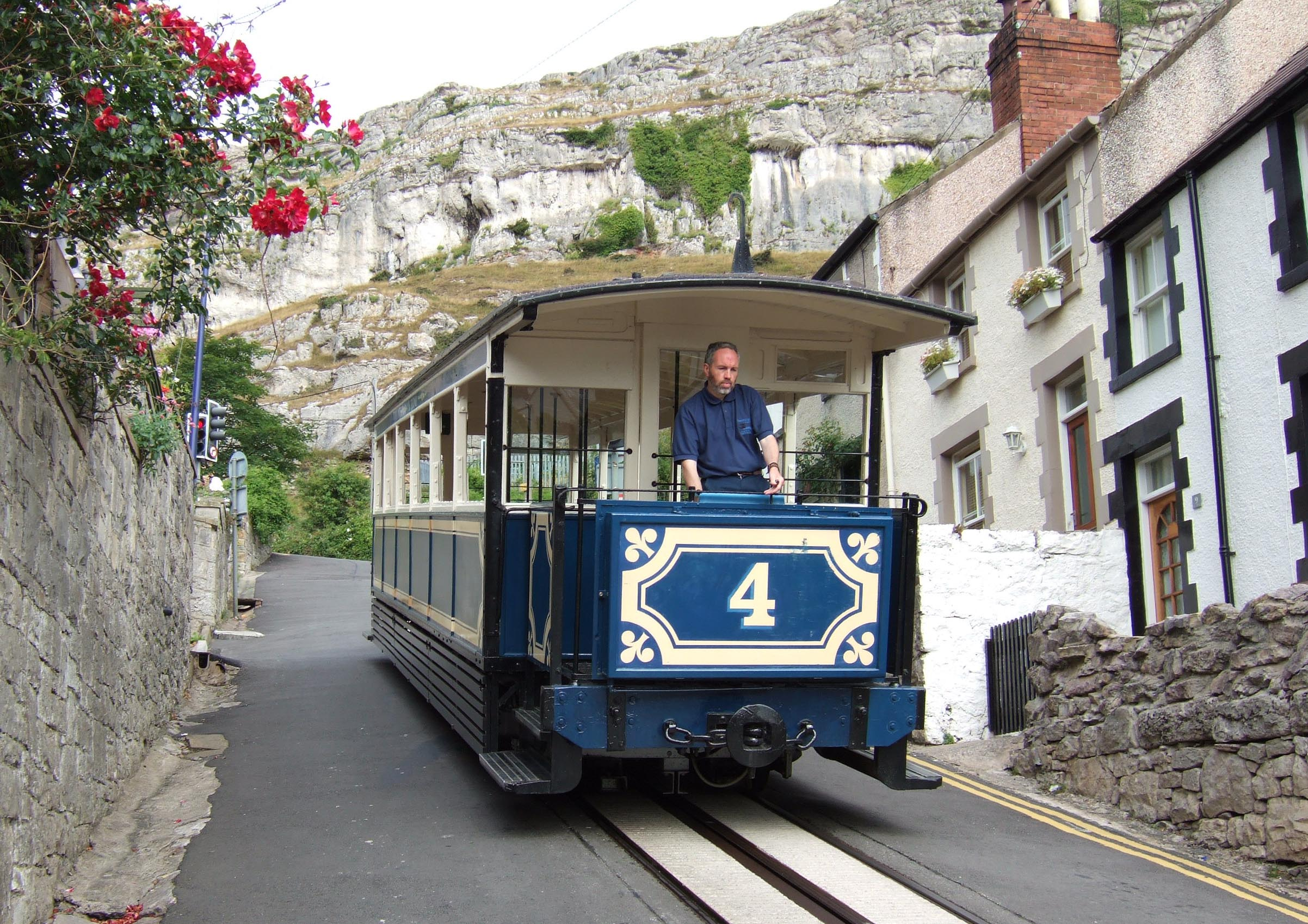
Rampa del Tranvía Great Orme

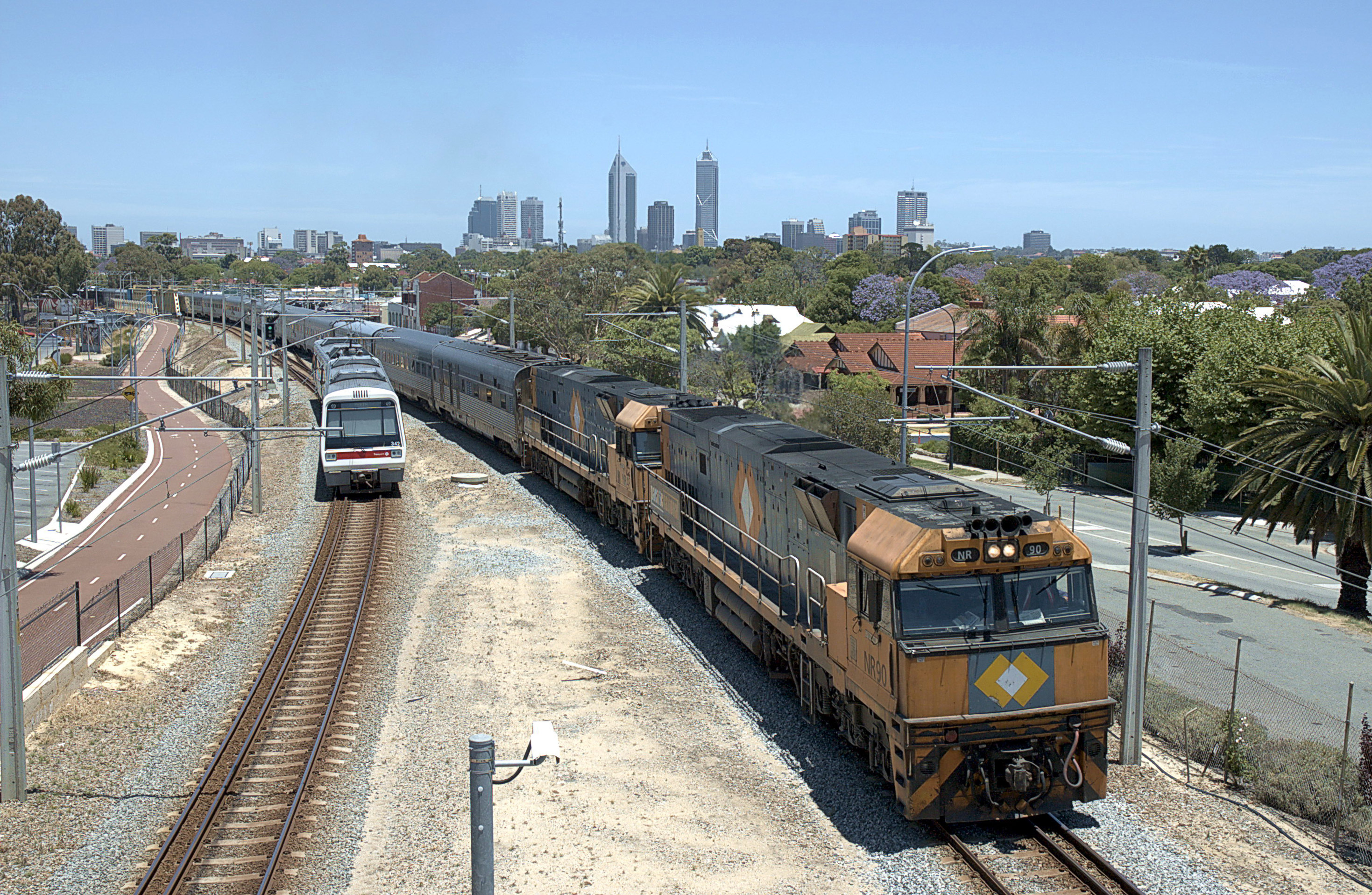
Vía mixta en Perth (Australia) con anchos de 3 pies 6 pulgadas y de calibre estándar

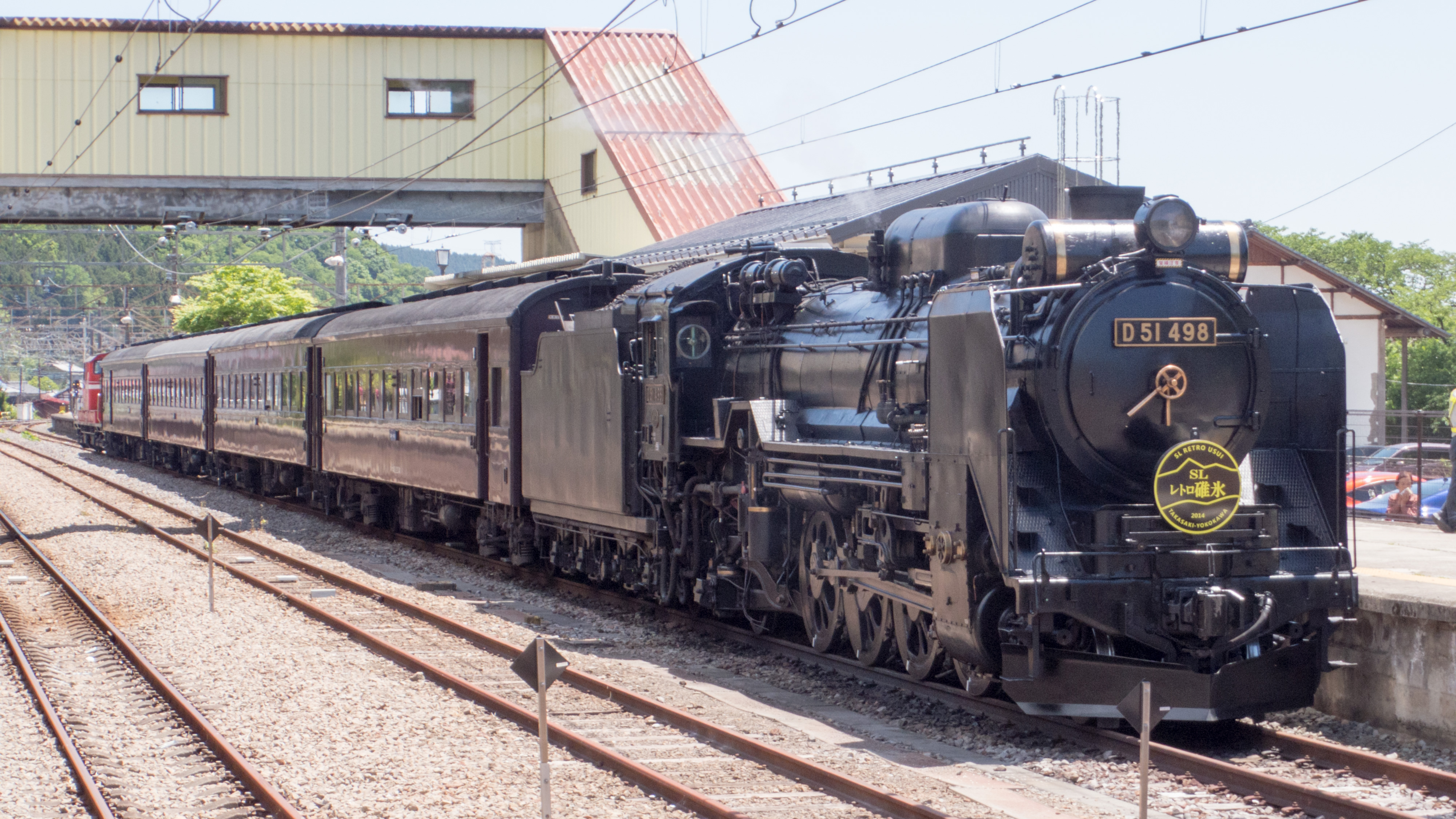
Un JNR Clase D51 japonés preservado, en servicio en una línea principal en 2014

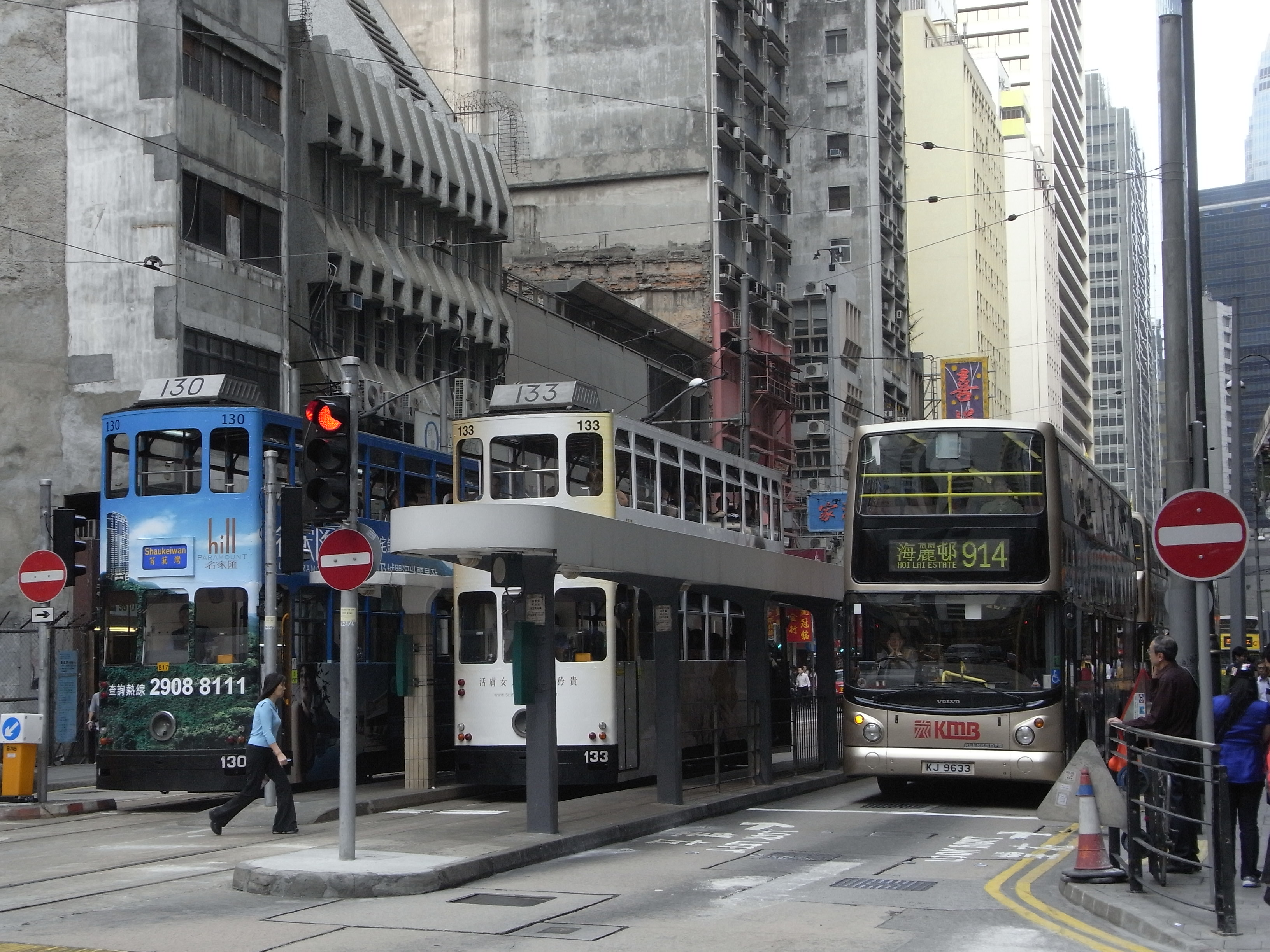
Estación Sheung Wan en el tranvía de Hong Kong, con intercambio de autobuses

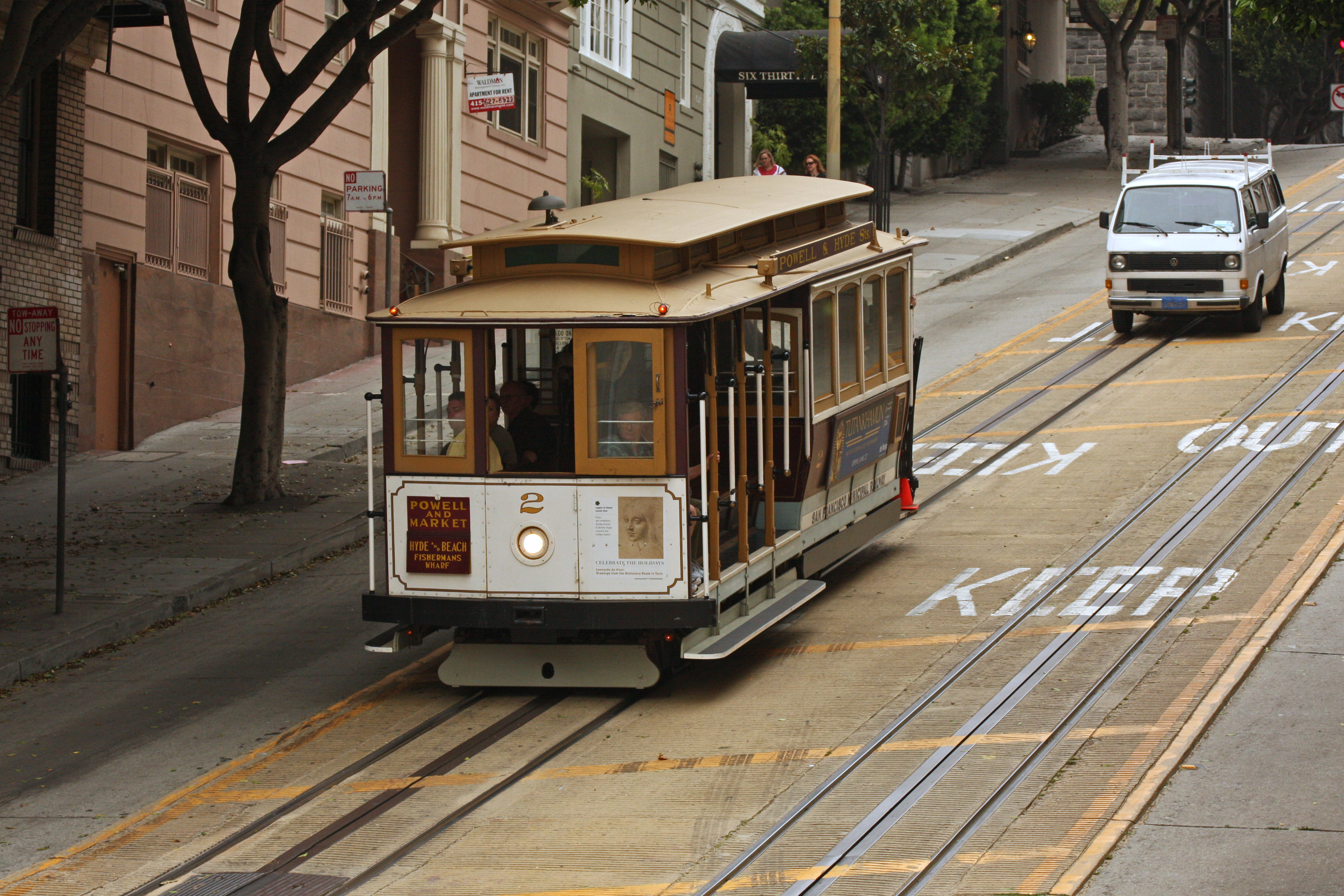
Teleférico de San Francisco descendiendo una colina de la ciudad

El ancho de vía del Cabo (con una medida de 3 pies 6 plg (1067 mm)), también conocido como ancho de 3 pies y medio, tiene su origen histórico en algunas líneas de carruajes sobre carriles tirados por caballos. Desde mediados del siglo XIX, el ancho de vía de 3 pies 6 plg (1067 mm) se generalizó en el Imperio británico, y era conocido como Cape Gauge debido a que sería la Colonia Británica del Cabo (actual Sudáfrica), el primer territorio que lo adoptó como ancho estándar de su sistema ferroviario (en 1873). Posteriormente sería adoptado como estándar en el Japón y en Taiwán. 
Hay aproximadamente 112 000 kilómetros (69 593,7 mi) de vías con al ancho del Cabo en el mundo, que se clasifican como ferrocarriles de vía estrecha. 

## Historia
1795
Uno de los primeros ferrocarriles en usar 3 pies 6 plg (1067 mm) fue el Little Eaton Gangway en Inglaterra, construido como un carruaje tirado por caballos en 1795. También se construyeron otros coches sobre vías de 3 pies 6 plg (1067 mm) en Inglaterra y Gales a principios del siglo XIX.
1809
Se abrió el tren tirado por caballos de Silkstone, que conectaba el Canal de Barnsley con las minas, incluido el Pozo Huskar.
1862
En 1862 el ingeniero noruego Carl Abraham Pihl construyó el primer ferrocarril en Noruega con ancho de 3 pies 6 plg (1067 mm), la Línea de Røros.
1865
En 1865 se construyeron los Ferrocarriles de Queensland. El ancho de tres pies y medio fue promovido por el ingeniero irlandés Abraham Fitzgibbon y el ingeniero consultor Charles Fox.
1867
En 1867 comenzó en España la construcción del ferrocarril con ancho de 3,5 pies desde la mina del Castillo de Buitrón hasta el muelle fluvial de San Juan del Puerto, en la provincia de Huelva.
1868
En 1868 Charles Fox le encargó al ingeniero civil Edmund Wragge que estudiase una vía del mismo ancho en Costa Rica.
1871
En 1871 se abrieron en Canadá el Ferrocarril de Toronto y Nipissing y el Ferrocarril de Toronto, Gray y Bruce, promovidos por Pihl y Fitzgibbon, y trazados por Wragge como ingeniero de Fox.
1872
En enero de 1872 Robert Fairlie abogó por el uso de la vía de 3' 6" en su libro "Railways or No Railways: Narrow Gauge, Economy with Efficiency v. Broad Gauge, Costliness with Extravagance" (Ferrocarriles o no Ferrocarriles: Vía Estrecha, Economía con Eficiencia, frente a Vía ancha, Costos con extravagancia).
En 1872 también se pudo ver la apertura de la primera vía férrea de 3,5 pies en Japón, propuesta por el ingeniero civil británico Edmund Morel, basándose en su experiencia en la construcción de ferrocarriles en Nueva Zelanda.
1873
El 1 de enero de 1873, se abrió la primera vía de 3,5 pies en Nueva Zelanda, construida por la firma británica John Brogden and Sons. Los ferrocarriles anteriormente construidos en ancho estándar y con vías más anchas pronto se convirtieron a vía estrecha.
También en 1873 la Colonia del Cabo adoptó el ancho de 3 pies 6 plg (1067 mm). Después de realizar varios estudios en el sur de Europa, el Gobierno de John Charles Molteno seleccionó este ancho como el más adecuado económicamente para atravesar zonas montañosas. A partir de 1873, bajo la supervisión del ingeniero ferroviario de la colonia William Brounger, los Ferrocarriles del Gobierno del Cabo se expandieron rápidamente, y el ancho de 3,5 pies se convirtió en el estándar para el sur de África.
1875
El 28 de julio de 1875 tras la compra por parte de la Rio Tinto Company Limited de las Minas de Riotinto al gobierno de la Primera República de Estanislao Figueras se inauguró el Ferrocarril Minero De Riotinto entre Riotinto y Huelva pasando por Niebla y San Juan Del Puerto tras las obras de construcción que duraron desde la compra de las minas en 1873 hasta la inauguración, comenzando a operar en el mes de Agosto del año de la inauguración.
1876
La Colonia de Natal también convirtió su corta red de Durban (de tan solo 10 kilómetros (6,2 mi)) del ancho estándar al ancho de 3,5 pies, antes de comenzar con la construcción de una red en todo su territorio en 1876. Otros nuevos ferrocarriles en el sur de África, en particular los de Mozambique, Bechuanalandia, Rhodesia, Niasalandia y Angola, también se construyeron en aquella época con el ancho del Cabo.
Después de 1876
A finales del siglo XIX y principios del XX, se construyeron numerosos sistemas de tranvías con el ancho del Cabo en el Reino Unido y en los Países Bajos.

## Nomenclatura
En Suecia recibió el sobrenombre de ancho de Blekinge, haciendo referencia al ancho de vía utilizado en la mayoría de los ferrocarriles en la provincia de Blekinge.
El nombre de ancho del Cabo ("Cape gauge" en inglés), procede de la Colonia del Cabo (en lo que ahora es Sudáfrica), que lo adoptó oficialmente en 1873. Esta denominación se usa en otros idiomas, como el holandés (kaapspoor), el alemán (Kapspur), el noruego (kappspor) y el francés (voie cape). Después de la implantación del sistema métrico decimal en la década de 1960, este ancho se mencionaba en las publicaciones oficiales de los Ferrocarriles de Surafricanos como 1065 mm (3' 529/32") en lugar de 1067 mm.
El nombre de ancho colonial ("Colonial Gauge") se utilizó en Nueva Zelanda.
En Australia se usa el término en unidades imperiales (pre-métricas) de 3 pies y 6 pulgadas. En algunas publicaciones australianas también se usa el término ancho medio, mientras que en los estados australianos donde los anchos de 4 pies 8,5 plg (1435 mm) o 5 pies 3 plg (1600 mm) son la norma, el ancho de 1067 mm (3' 6") a menudo se conoce como vía estrecha. 
En Japón se conoce como  (狭軌 kyōki?), que se traduce directamente como vía estrecha. Se define en unidades métricas. 
En portugués se puede encontrar la denominación "bitola japonesa" (ancho japonés).
En español, no son abundantes las referencias a este tipo de vía, y se suele citar como vía de 3 pies y seis pulgadas o "ancho colonial británico".

## Anchos similares
Existen numerosos anchos similares, aunque son incompatibles sin proceder al ajuste de los juego de ruedas. Estos otros anchos son muy parecidos en aspectos como el costo de construcción, el radio mínimo de las curvas y el gálibo del material rodante: 
- 1100 mm (3' 7,30"),
- 1093 mm (3' 7"),
- 1055 mm (3' 51/2"),
- 1050 mm (3' 5,30"), y
- 1000 mm (3' 32/5").

## Líneas relevantes
| País/Territorio                 | Ferrocarril |
| ------------------------------- | --- |
| Angola                          | Antiguo ancho ferroviario frecuente en Angola. Algunos tramos convertidos al ancho 2 pies (610 mm) y a 1000 mm (3' 32/5"). Algunos tramos aislados. |
| Australia                       | Véase también: ancho de vía en Australia. 15 160 kilómetros (9420,0 mi). Nueva Gales del Sur conserva una línea histórica, el Ferrocarril Zig Zag; Queensland cuenta con 8313 kilómetros (5165,5 mi); Australia del Sur mantiene la red del Ferrocarril de la península de Eyre (aislada) y el Ferrocarril Pichi Richi; Tasmania posee 632 kilómetros (392,7 mi); y Australia Occidental y el Territorio del Norte contaban con vías ahora cerradas                                                   |
| Barbados                        | Ferrocarril de Barbados (convertido al ancho 2 pies 6 plg (762 mm)) (desaparecido) |
| Botsuana                        | El sistema de ferrocarriles de Botsuana consta de 888 kilómetros (551,8 mi) de la vía de ancho 3 pies 6 plg (1067 mm) |
| Canadá                          | Nueva Brunswick Occidental hasta la conversión de ancho en la década de 1880; el Ferrocarril de Terranova hasta el abandono en septiembre de 1988; y el Ferrocarril de la Isla del Príncipe Eduardo hasta la conversión de ancho de 1930, tras la conexión del ferry con el sistema principal de América del Norte, hasta su cierre en diciembre de 1989 (véase Ferrocarriles de vía estrecha en Canadá)                                                                                              |
| China                           | El Ferrocarril del Sur de Manchuria, construido en ancho 1520 mm (4' 114/5") como parte del Ferrocarril Transmanchuriano, fue convertido al ancho japonés de 3" 6' al avanzar las tropas japonesas durante la Guerra ruso-japonesa de 1904–1905. Reconvertido al ancho estándar después de la guerra por la nueva Compañía Ferroviaria del Sur de Manchuria |
| República Democrática del Congo | 3621 km de vías de ancho 3 pies 6 plg (1067 mm) (con 858 kilómetros (533,1 mi) electrificados). Algunos se convirtieron a los anchos de 1000 mm (3' 32/5") y de 2 pies 6 plg (762 mm) |
| República del Congo             | Ferrocarril Congo-Océano, con 502 kilómetros (311,9 mi) en funcionamiento |
| Costa Rica                      | La operación de la red ferroviaria nacional se suspendió en 1995 después de un terremoto. A partir de 2013, algunas líneas suburbanas volvieron a estar operativas |
| Ecuador                         | La Empresa de Ferrocarriles Ecuatorianos dispone de 965 kilómetros (599,6 mi) |
| España                          | Ferrocarril minero de Riotinto. Solo se mantiene operativa una sección con fines turísticos. |
| Estados Unidos                  | |
| Estonia                         | Tranvía de Tallin, de 38 kilómetros (23,6 mi), en todas las líneas desde su origen en 1888, solo en algunas líneas en 1915-1931, y nuevamente en todas las líneas desde 1931 |
| Filipinas                       | Los Ferrocarriles Nacionales Filipinos operan un sector de 72 kilómetros (44,7 mi) en el Metro desde Manila a La Laguna, un vestigio de la antigua red de 1,14 kilómetros (0,7 mi). Los Ferrocarriles de Panay poseían 154 kilómetros (95,7 mi) en Panay y Cebú. Está previsto transformar toda la red al ancho estándar. |
| Ghana                           | La red ferroviaria nacional de 935 kilómetros (581 mi) está siendo objeto de una rehabilitación importante |
| Haití                           | Línea Saint-Marc (cerrada) |
| Honduras                        | Ferrocarril Nacional de Honduras |
| Hong Kong                       | Tranvías de Hong Kong |
| Indonesia                       | 5961 kilómetros (3704,0 mi). Es el ancho más común en los ferrocarriles indonesios. El primer ferrocarril se construyó en realidad con el ancho estándar (el corredor Semarang - Solo - Yogyakarta), pero las líneas posteriores se construyeron con el ancho del Cabo, debido a su mayor viabilidad económica. El resto de las líneas de ancho estándar fueron transformadas por el ejército japonés durante la Segunda Guerra Mundial al ancho de 3' 6", utilizando las traviesas de ancho estándar |
| Irlanda                         | |
| Isla de Man                     | Ferrocarril de la Montaña de Snaefell |
| Japón                           | 22 301 kilómetros (13 857,2 mi). Fue el primer ancho de vía introducido en Japón. Todas las líneas del JR Group usan este ancho, excepto las del shinkansen de alta velocidad, que utilizan el ancho estándar (véase Transporte de ferrocarril en Japón) |
| Jersey                          | Ferrocarril de Jersey (desaparecido). Parcialmente convertido al ancho estándar |
| Malaui                          | Los ferrocarriles de Malawi tienen 797 kilómetros (495,2 mi) de vías de ancho 3 pies 6 plg (1067 mm) |
| Mozambique                      | Puertos y Ferrocarriles de Mozambique opera 2,983 kilómetros (1,9 mi) del ancho 3 pies 6 plg (1067 mm) |
| Namibia                         | TransNamib opera 2,883 kilómetros (1,8 mi) de ancho 3 pies 6 plg (1067 mm), en parte convertido a 600 mm (1' 113/5"). |
| Nueva Zelanda                   | 3900 kilómetros (2423,4 mi), estandarizado por la Ley de Obras Públicas de 1870 |
| Nicaragua                       | 373 kilómetros (231,8 mi) de vías hasta el cierre de la red ferroviaria nacional en 1993. Todas cerradas y levantadas |
| Nigeria                         | La Corporación Ferroviaria Nigeriana opera una red aislada de líneas de vía única de 3' 6", con una longitud de 3505 kilómetros (2177,9 mi) |
| Noruega                         | El ancho fue utilizado por primera vez por C. A. Pihl en la línea Hamar-Grundset, inaugurada el 23 de junio de 1862. La mayoría de las líneas construidas en el siglo XIX eran de ancho 3 pies 6 plg (1067 mm), y se reconstruyeron con ancho estándar entre 1904 y 1949. La Línea de Setesdal, un tren histórico de aproximadamente ocho kilómetros sigue siendo de ancho 3 pies 6 plg (1067 mm) |
| Panamá                          | El Tranvía de Panamá (1913–1917) y la Compañía Eléctrica de Panamá (1917–1941) |
| Países Bajos                    | Algunos sistemas de tranvías (todos desaparecidos) |
| Reino Unido                     | |
| Sierra Leona                    | Existen 84 kilómetros de ferrocarriles privados con ancho de 3 pies 6 plg (1067 mm) en Sierra Leona |
| Sudáfrica                       | Alrededor de 20 500 kilómetros (12 738,1 mi). El tren ligero Gautrain cuenta con 80 kilómetros (49,7 mi) en ancho 4 pies 8,5 plg (1435 mm) y había varios sistemas de vía estrecha (2 pies (610 mm) |
| Sudán del Sur                   | Aislado, 248 kilómetros (154,1 mi) |
| Sudán                           | Aislado, 4725 kilómetros (2936,0 mi) |
| Suazilandia                     | 301 kilómetros (187 mi), solo para transporte de mercancías, no pasajeros |
| Suecia                          | Varios tramos durante el siglo XIX, todos cerrados o transformados |
| Taiwán                          | 1097 kilómetros (681,6 mi) (Ferrocarriles de Taiwan) |
| Tanzania                        | Dar es Salaam a Zambia (solo ferrocarril de TAZARA, el resto de la red es de ancho 1000 mm (3' 32/5")) |
| Turquía                         | Ferrocarril Mudania-Bursa |
| Venezuela                       | Gran Ferrocarril de Venezuela (véase Instituto de Ferrocarriles del Estado) |
| Zambia                          | Sistemas ferroviarios de Zambia |
| Zimbabue                        | Ferrocarriles Nacionales de Zimbaue |